# Eduard Mikaelian
Eduard Mikaelian (orm. Էդվարդ Միքայելյան, ur. 25 maja 1950 w Erywaniu) – ormiański gimnastyk. W barwach ZSRR srebrny medalista olimpijski z Monachium.
Zawody w 1972 były jego jedynymi igrzyskami olimpijskimi. Zdobył złoto w wieloboju drużynowym. W tej samej konkurencji zdobył srebro mistrzostw świata w 1974.